# Миялы (Атырауская область)
Миялы (каз. Миялы) — село в Казахстане, центр Кзылкогинского района Атырауской области. Административный центр и единственный населённый пункт Миялинского сельского округа. Код КАТО — 234830100.

## Население
В 1999 году население села составляло 6034 человека (3005 мужчин и 3029 женщин). По данным переписи 2009 года, в селе проживали 6473 человека (3234 мужчин и 3239 женщин).
На начало 2019 года, в селе проживало 6575 человек (3329 мужчин и 3246 женщин).

## Известные уроженцы
- Накпаев, Салимжан Жумашевич, аким Атырау